# 三信商事
三信商事股份有限公司（San Shin Trading Co., Ltd.），簡稱三信商事，是在1970年代創立的臺灣一間汽車代理商，以飛雅特、蘭吉雅等義大利汽車品牌進口業務為主。後繼公司為合同興股份有限公司。

## 公司簡述
三信商事初期主要是以飛雅特集團的飛雅特、蘭吉雅兩個汽車品牌為主要營業中心，到1980年代增加了法拉利、積架、愛快羅密歐等品牌。日本的大發汽車也在此業務上。
大發工業授權三信商事代理大發汽車最早由1970年代開始，初期代理銷售貨車。到了1980年代，三信商事、大發工業和羽田機械展開合作關係，成立達亞汽車。
1995年10月12日，羽田機械發言人兼副總經理賴永川證實，羽田機械跳票新臺幣2800萬元。1996年2月15日，大發工業宣布在台撤資，並派員清算達亞汽車資產；隨後的3年後，國產汽車又找了三信商事與住友商事合資成立「台灣大發汽車股份有限公司」。不過，國產汽車也因為和羽田機械一樣採取多角化經營過度擴張，造成了財務危機，當時再度在台投資，並測試國產化的大發Terios，結果因為這起跳票事件新車後續計畫也跟著中止了，最後在1999年4月宣布登記解散。除了三信商事代理的飛雅特集團車款因車輛本身品質問題銷售狀況逐漸疲軟，又受到1997年亞洲金融風暴帶來的危機，三信商事決定在台灣大發汽車登記解散1個月後停業。

## 關聯項目
- 羽田機械：第1任大發合資者
- 國產汽車：第2任大發合資者
- 飛雅特汽車：主要代理權
- 大發汽車